# 小行星8125
小行星8125（英語：8125 Tyndareus）是一颗围绕太阳公转的小行星。1973年9月30日，C. J. 万·豪敦、I. 万·豪敦-格勒内费尔德、T. 赫雷爾斯在帕洛马山发现了此天体。
这颗小行星的绝对星等为58.95583689302442等。小行星8125以希臘神話的人物廷達瑞俄斯命名。